# Limited liability partnership
Een limited liability partnership (in Nederland afgekort tot LLP) is een rechtsvorm die te typeren is als een kapitaalvennootschap en tevens gelijkenissen toont met een personenvennootschap. LLP is aan het einde van de tachtiger jaren van de twintigste eeuw in de Verenigde Staten ingevoerd. In het Verenigd Koninkrijk is de rechtsvorm in 2000 ingevoerd.
Enkele kenmerken van een LLP zijn:
- Afgeschermd vermogen
- Beperkte aansprakelijkheid
- Rechtspersoonlijkheid
- Fiscaal transparant
- Mogelijkheid om elke commerciële activiteit  te ondernemen.
- Vrijheid om afspraken tussen de vennoten te maken.

## Fiscale transparantie
Fiscaal transparant betekent in casu dat de LLP niet zelfstandig belastingplichtig is, maar dat de members zelfstandig belastingplichtig zijn ofwel IB in plaats van VPB indien er sprake is van natuurlijke personen.
Fiscale transparantie bepaalt echter niet hoe de LLP-resultaten bij de leden worden betrokken in de IB-heffing. De wijze van heffing vindt plaats volgens de normale regels van de IB.
De fiscale transparantie behelst de objectieve onderneming, terwijl voor toepassing van de ondernemersfaciliteiten in de IB ook het subjectieve ondernemersbegrip van toepassing moet zijn. Het zijn van member in een LLP impliceert niet dat er gebruik kan worden gemaakt van de IB-ondernemersfaciliteiten maar sluit dat ook niet uit.
In art. 3.4 Wet inkomstenbelasting 2001 wordt het begrip ondernemer omschreven, onder ondernemer wordt verstaan: “de belastingplichtige voor rekening van wie een onderneming wordt gedreven en die rechtstreeks wordt verbonden voor verbintenissen betreffende die onderneming.” Hoewel gesteld kan worden dat een member rechtstreeks voor de IB wordt verbonden op grond van de fiscale transparantie strandt dit standpunt omdat de members niet hoofdelijk aansprakelijk zijn voor verbintenissen van de LLP.
De Belastingdienst heeft zich met haar landelijke kennisteams gebogen over de kwestie of een member wel of niet kwalificeert als IB-ondernemer. De betrokken kennisteams zijn de ‘Kennisgroep Winstfaciliteiten en Firmaproblematiek’ alsook de ‘Commissie Constructie Bestrijding’. De Belastingdienst stelt zich op het standpunt dat beroepsbeoefenaren wel kwalificeren als IB-ondernemer, maar dat overige ondernemers/members, behoudens case specifieke uitzonderingen, niet kwalificeren als IB-ondernemer.

## Internationaal
De Belastingdienst heeft geoordeeld dat de Verenigde Koninkrijkse variant van een Limited Liability Partnership fiscaal transparant is, beperkte aansprakelijkheid geniet en juridisch eigenaar kan zijn. Bij de Amerikaanse variant verschilt dit per staat. Naast de Verenigde Staten en het Verenigd Koninkrijk wordt een LLP in Canada, China, Duitsland, Griekenland, India, Japan, Kazachstan, Polen, Roemenië, Singapore onder dezelfde dan wel een andere naam ook als rechtsvorm erkend.